# Rossendale Valley
Rossendale Valley är en dal i Storbritannien.   Den ligger i riksdelen England, i den centrala delen av landet, 280 km nordväst om huvudstaden London.